# 异叶素馨
异叶素馨（学名：Jasminum anisophyllum），又名异叶清香藤，是木犀科素馨属的植物，为中国的特有植物。分布在中国大陆的云南等地，生长于海拔650米至1,300米的地区，常生于灌丛或混交林中。